# Arcyptera alzonai
Arcyptera alzonai is een rechtvleugelig insect uit de familie veldsprinkhanen (Acrididae). De wetenschappelijke naam van deze soort is voor het eerst geldig gepubliceerd in 1938 door Capra.
1. ↑  (en) Arcyptera alzonai op de IUCN Red List of Threatened Species.